# Woroneski Uniwersytet Państwowy
Woroneski Uniwersytet Państwowy (ros. Воронежский государственный университет) – rosyjska uczelnia państwowa w Woroneżu.